# نبرد راسل
نبرد راسل (انگلیسی: Battle of Rasil) (یا فتح مکران) بین ارتش خلافت راشدین و پادشاه هندو راجا دهیر در سال ۶۴۴ میلادی درگرفت. این نبرد در نزدیکی شهر راسیل در پاکستان امروزی رخ داد.
نیروهای راشدین به رهبری عبدالله بن عامر توسط خلیفه عمر بن خطاب برای فتح منطقه سند در پاکستان کنونی اعزام شده بودند. راجا دهیر، که بر پادشاهی بزرگی که سند را نیز شامل می‌شد، فرمانروایی می‌کرد، از تسلیم شدن به نیروهای مسلمان خودداری کرده بود.
این نبرد چند روز طول کشید و هر دو طرف متحمل تلفات سنگین شدند. اما در نهایت تاکتیک نظامی و انضباط برتر مسلمانان پیروز شد و آنها پیروز بیرون آمدند.
پس از نبرد، نیروهای مسلمان به فتح منطقه سند ادامه دادند و راجا دهیر در نبرد بعدی کشته شد. پیروزی در راسیل نقطه عطف مهمی در گسترش اولیه امپراتوری اسلامی به شبه قاره هند بود.